# Lone Rock (bloc erratique)
Pour les articles homonymes, voir Lone Rock.
Le Lone Rock (le « Rocher Solitaire ») est un bloc erratique situé dans l'État de Washington, aux États-Unis.

## Description
Le rocher se situe dans le canal Hood, à environ 120 mètres du rivage. Il a une hauteur de 59 mètres.